# Municipalità locale di Tokologo
La Municipalità Locale di Tokologo (in inglese Tokologo Local Municipality) è una municipalità locali del Sudafrica appartenente alla municipalità distrettuale di Lejweleputswa della provincia di Free State in Sudafrica. 
In base al censimento del 2001 la sua popolazione è di 32.455 abitanti.
La sede amministrativa e legislativa è la città di Boshof e il suo territorio si estende su una superficie di 9.326 km² ed è suddiviso in 4 circoscrizioni elettorali (wards). Il suo codice di distretto è FS182.

## Geografia fisica

### Confini
La municipalità locale di Tokologo confina a nord e a ovest con quella di Lekwa-Teemane (Dr Ruth Segomotsi Mompati/Nordovest), a est con quelle di Tswelopele e Masilonyana, a sud est con quella di Mangaung (Motheo), a sud con quella di Letsemeng (Xhariep) e a ovest con quelle di Sol Plaatje e Magareng (Frances Baard/Provincia del Capo Settentrionale).

### Città e comuni
- Boshof
- Dealesville
- Malebogo
- Hertzogville
- Seretse
- Tswaraganang

### Fiumi
- Leeu
- Modder
- Vaal

### Dighe
- Ryansdale Dam